# Precetinci
Precetinci is een plaats in Slovenië en maakt deel uit van de gemeente Ljutomer in de NUTS-3-regio Pomurska. De plaats telde 165 inwoners op 1 januari 2020.